# Monte Bellagarda
Il monte Bellagarda (2.901 m s.l.m.) è una vetta delle Alpi Graie.

## Descrizione
La montagna trova in Piemonte lungo lo spartiacque tra la val Grande di Lanzo e la valle Orco e ricade nei territori comunali di Groscavallo e di Ceresole Reale  (entrambi nella città metropolitana di Torino).
A sud-ovest una insellatura alla quota di circa 2.750 metri la divide dalla cima della Crocetta, mentre verso nord-est la cresta continua verso il monte Unghiasse; in questo tratto il punto più basso è una sella quotata 2831 m.
La sua cima è un buon punto panoramico e offre una bella vista su Ceresole Reale e il suo lago oltre che sulla testata della val Grande e sul gruppo del Gran Paradiso.
Attorno alla montagna sono situati diversi laghi: in valle di Lanzo il lago della Fertà (a sud-ovest, 2560 m), a sud-est il lago Grande di Unghiasse (sud-est, 2490 m) e a nord, in valle dell'Orco, il gruppo dei laghetti della Bellagarda.

## Accesso alla cima

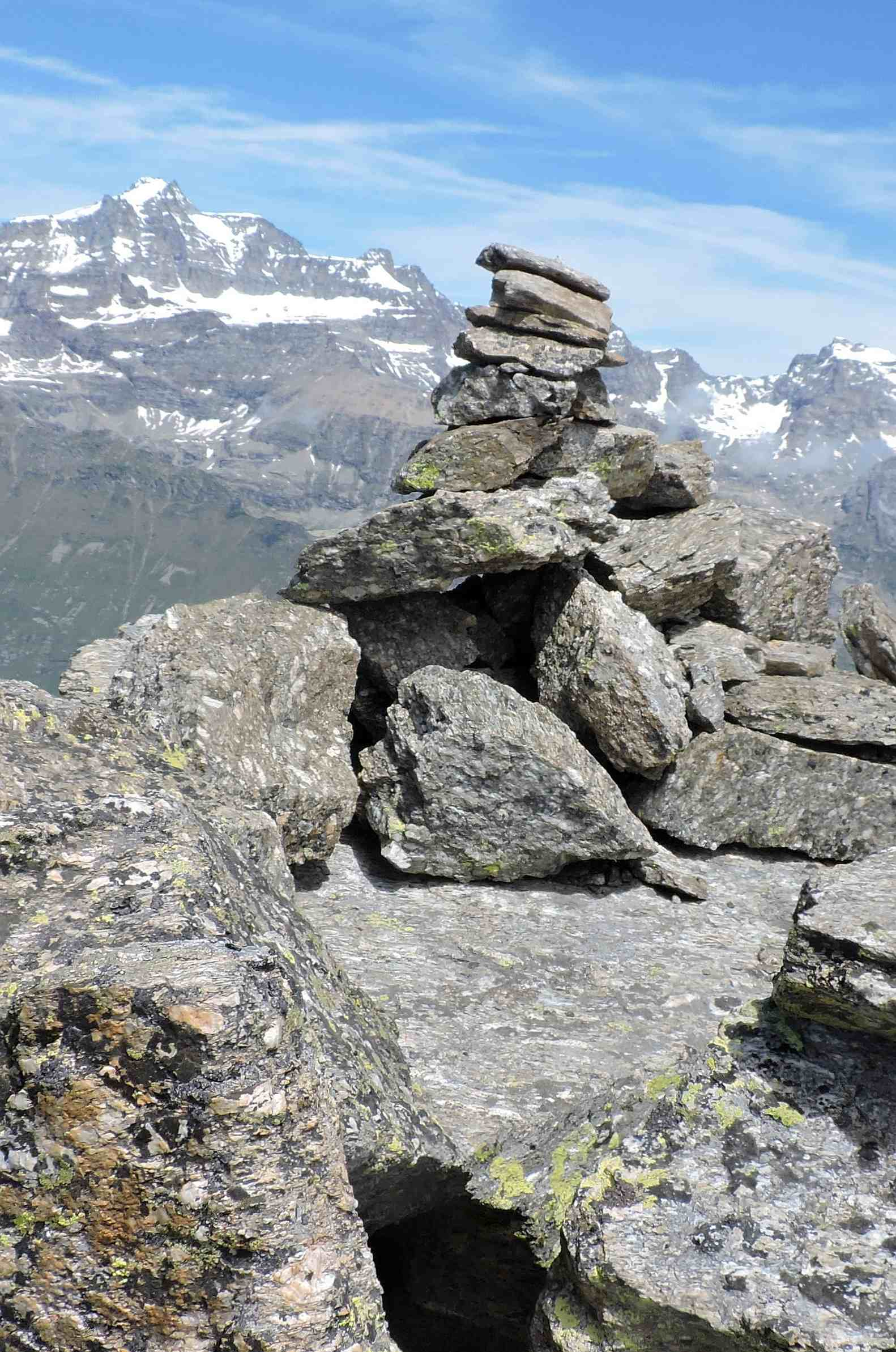
L'ometto sulla cima della montagna e il Gran Paradiso.

Si può salire alla Bellagarda con partenza dalla frazione Alboni (Groscavallo) raggiungendo per sentiero il lago Grande di Unghiasse e poi per ripidi pendii fuori sentiero l'insellatura a quota 2831 sullo spartiacque Stura/Orco e, infine, salendo al punto culminante per la cresta nord-est.